# Gabriel Signoret
Gabriel Signoret o Signoret (15 de noviembre de 1878 – 16 de marzo de 1937) fue un actor y director de escena de nacionalidad francesa,

## Biografía
Su nombre completo era Gabriel Augustin Marius Signoret, y nació en Marsella, Francia. 
Entre 1909 y 1938 Gabriel Signoret trabajó en 85 filmes, siendo los interpretados en el inicio de su carrera principalmente cortometrajes mudos. En su trayectoria fue también muy activo en el teatro, sobre todo como actor, aunque también desempèñó la función de director de escena.
Era hermano de Jean Signoret (1886-1923), también actor. No guarda ninguna relación con la actriz francesa Simone Signoret.
Gabriel Signoret falleció en París en 1937. Fue enterrado en el Cementerio Saint-Pierre (Marsella).

## Filmografía
| - 1909 : Rival de son père, de André Calmettes - 1910 : L'Aigle et l'aiglon, de André Calmettes - 1910 : L'Histoire de Jean Morand, de Gabriel Robinne - 1911 : L'Usurpateur, de André Calmettes y Henri Pouctal - 1911 : La Comtesse noire, de René Leprince - 1911 : La Pipe d'opium, de René Leprince - 1912 : La Saltarella, de Charles Burguet - 1912 : Britannicus, de Camille de Morlhon - 1912 : L'Amour plus fort que la haine, de René Leprince - 1912 : La Revanche du passé, de René Leprince - 1912 : L'Ambitieuse, de Camille de Morlhon - 1912 : Les larmes du pardon, de René Leprince - 1912 : Le Vieux Cabotin, de René Leprince - 1912 : La Saltarella, de Charles Burguet - 1913 : Le Roi du bagne, de René Leprince y Maurice Mahut - 1913 : La Calomnie, de Camille de Morlhon - 1913 : Le Roi de l'air, de René Leprince y Ferdinand Zecca - 1913 : Le Faux Départ - 1913 : La Comtesse noire, de René Leprince y Ferdinand Zecca - 1913 : Le Baiser suprême, de Edmond Floury - 1913 : Asile de nuit - 1913 : L'Usurier, de Camille de Morlhon - 1914 : La Lutte pour la vie, de René Leprince y Ferdinand Zecca - 1914 : L'Étoile du génie, de René Leprince y Ferdinand Zecca - 1914 : Le Calvaire d'une reine, de René Leprince y Ferdinand Zecca - 1914 : Les Fiancés de 1914, de Louis Feuillade - 1914 : Celui qui reste, de Louis Feuillade - 1915 : Le Roman de la midinette, de Louis Feuillade - 1915 : Coeur de Française, de René Leprince - 1915 : La Barrière, de Gaston Ravel - 1915 : Plus que reine, de René Leprince - 1915 : Le Vieux Cabotin, de René Leprince y Ferdinand Zecca - 1915 : Le Noël d'un vagabond, de René Leprince y Ferdinand Zecca - 1915 : Le Noël du poilu, de Louis Feuillade - 1916 : Noël cambrioleur, de Jacques de Baroncelli - 1916 : Manuella, de René Hervil y Louis Mercanton - 1916 : Le Secret de Geneviève, de Camille de Morlhon - 1916 : Le Tournant, de Louis Mercanton - 1917 : Le Roi de la mer, de Jacques de Baroncelli - 1917 : Mères françaises, de René Hervil y Louis Mercanton - 1917 : L'Orage, de Camille de Morlhon - 1917 : Le Torrent, de René Hervil y Louis Mercanton - 1917 : L'Orage, de Camille de Morlhon | - 1917 : Miséricorde, de Camille de Morlhon - 1917 : Ils y viennent tous au cinéma, de Henri Diamant-Berger - 1918 : Le Délai, de Jacques de Baroncelli - 1918 : Bouclette, de René Hervil y Louis Mercanton - 1918 : La Flamme, de Gaston Leprieur - 1919 : Les Larmes du pardon, de René Leprince y Ferdinand Zecca - 1919 : L'Homme bleu, de Jean Manoussi - 1919 : Fanny Lear, de Robert Boudrioz y Jean Manoussi - 1919 : La Cigarette, de Germaine Dulac - 1919 : Le Calvaire d'une reine, de René Leprince y Ferdinand Zecca - 1920 : Le Silence, de Louis Delluc - 1920 : Le Secret du Lone Star, de Jacques de Baroncelli - 1920 : La Rafale, de Jacques de Baroncelli - 1920 : Flipotte, de Jacques de Baroncelli - 1921 : Le Rêve, de Jacques de Baroncelli - 1921 : Prométhée... banquier, de Marcel L'Herbier - 1921 : Le Père Goriot, de Jacques de Baroncelli - 1922 : Roger la Honte, de Jacques de Baroncelli - 1923 : Le Secret de Polichinelle, de René Hervil - 1923 : La Porteuse de pain, de René Le Somptier - 1924 : L'Ornière, de Édouard Chimot - 1924 : Jocaste, de Gaston Ravel - 1924 : L'Enfant des halles, de René Leprince - 19244 : Les Deux Gosses, de Louis Mercanton - 1925 : La Damnation de Faust, de Victor Charpentier y Stéphane Passet - 1925 : Le Berceau de Dieu, de Fred LeRoy Granville - 1929 : Asile de nuit, de Robert Beaudoin y Maurice Champreux - 1933 : Trois pour cent, de Jean Dréville - 1935 : Le Billet de mille, de Marc Didier - 1935 : Veille d'armes, de Marcel L'Herbier - 1936 : Ménilmontant, de René Guissart - 1936 : Faisons un rêve, de Sacha Guitry - 1936 : La Flamme, de André Berthomieu - 1936 : Les Hommes nouveaux, de Marcel L'Herbier - 1936 : Le Grand Refrain, de Robert Siodmak - 1936 : Messieurs les ronds-de-cuir, de Yves Mirande - 1936 : 27, rue de la Paix, de Richard Pottier - 1937 : Arsène Lupin détective, de Henri Diamant-Berger - 1937 : La Danseuse rouge, de Jean-Paul Paulin - 1937 : Nuits de feu, de Marcel L'Herbier - 1937 : Le Coupable, de Raymond Bernard - 1938 : Bourrachon, de René Guissart |

## Teatro
Actor

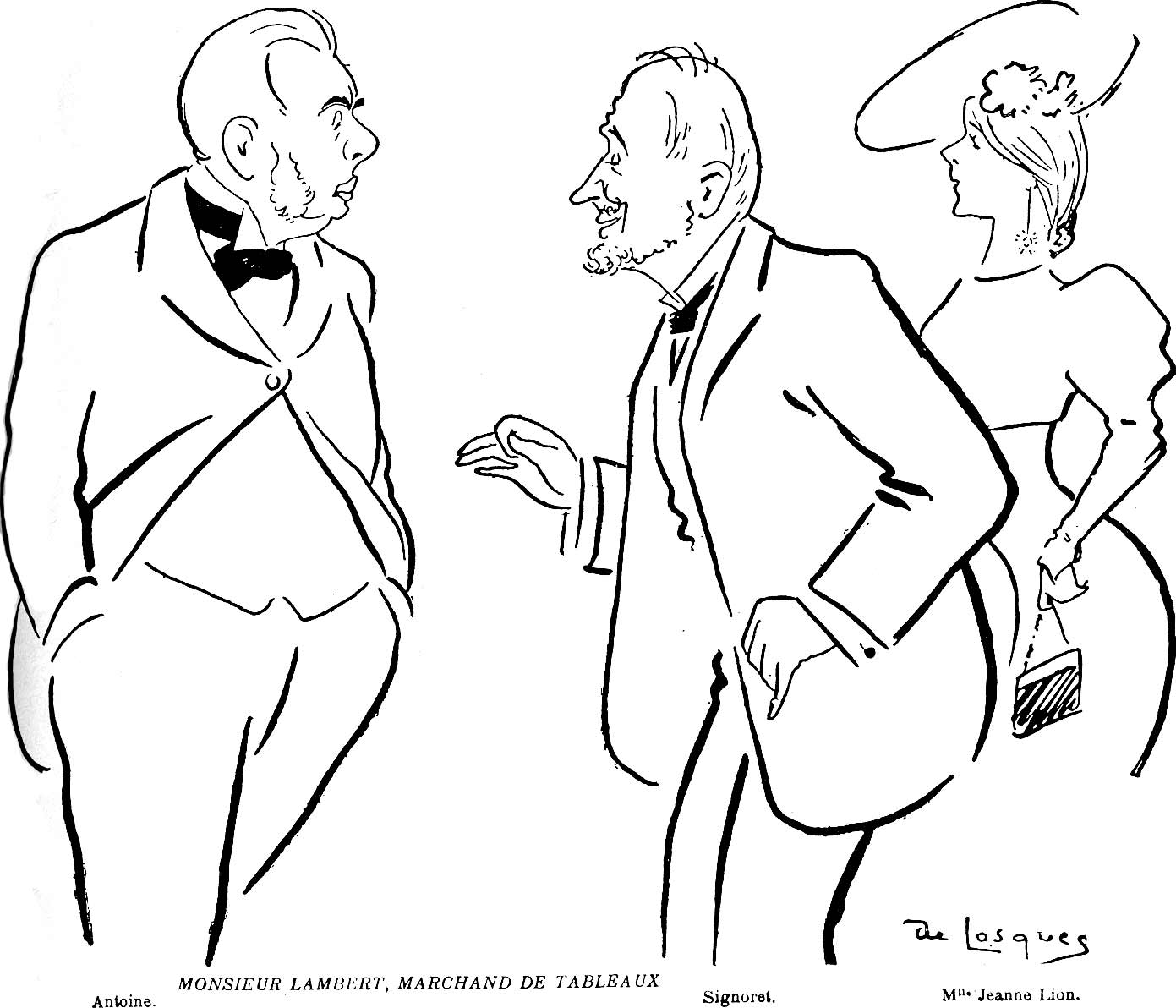
De izquierda a derecha:
André Antoine, Gabriel Signoret y Jeanne Lion
Caricatura de Daniel de Losques (Le Rire, 1905)

- 1900 : La Mort du Duc d'Enghien, de Léon Hennique, escenografía de André Antoine, Teatro Antoine
- 1900 : L'Article 330, de Georges Courteline, escenografía de André Antoine, Teatro Antoine
- 1901 : Les Remplaçantes, de Eugène Brieux, escenografía de André Antoine, Teatro Antoine
- 1902 : La Terre, de Raoul de Saint-Arroman y Charles Hugot a partir de Émile Zola, escenografía de André Antoine, Teatro Antoine
- 1902 : La Fille sauvage, de François de Curel, escenografía de André Antoine, Teatro Antoine
- 1902 : L'Enquête, de Georges-Henri Roger, escenografía de André Antoine, Teatro Antoine
- 1902 : La Bonne Espérance, a partir de Herman Heijermans, escenografía de André Antoine, Teatro Antoine
- 1903 : Le Colonel Chabert, de Louis Forest a partir de Honoré de Balzac, escenografía de André Antoine, Teatro Antoine
- 1903 : À Sainte-Hélène, de Séverine, Teatro Antoine
- 1903 : Attaque nocturne, de André de Lorde y Alfred Masson-Forestier, escenografía de André Antoine, Teatro Antoine
- 1903 : Monsieur Vernet, de Jules Renard, escenografía de André Antoine, Teatro Antoine
- 1903 : La Guerre au village, de Gabriel Trarieux, escenografía de André Antoine, Teatro Antoine
- 1903 : La Paix chez soi, de Georges Courteline, escenografía de André Antoine, Teatro Antoine
- 1904 : Oiseaux de passage, de Lucien Descaves y Maurice Donnay, Teatro Antoine
- 1904 : Discipline, de Friedrich Franz von Conring, escenografía de André Antoine, Teatro Antoine
- 1904 : El rey Lear, de William Shakespeare, escenografía de André Antoine, Teatro Antoine
- 1905 : Le Meilleur Parti, de Maurice Maindron, escenografía de André Antoine, Teatro Antoine
- 1905 : Monsieur Lambert, marchand de tableaux, de Max Maurey, escenografía de André Antoine, Teatro Antoine
- 1905 : Vers l'amour, de Léon Gandillot, escenografía de André Antoine, Teatro Antoine
- 1906 : Le Coup d'aile, de François de Curel, escenografía de André Antoine, Teatro Antoine
- 1906 : Vieille Renommée, de Alfred Athis, escenografía de André Antoine, Teatro Antoine
- 1907 : La Course du flambeau, de Paul Hervieu, Teatro Réjane
- 1907 : Paris-New York, de Francis de Croisset y Emmanuel Arène, Teatro Réjane
- 1907 : Raffles, de Ernest William Hornung y Eugene Wiley Presbrey, Teatro Réjane
- 1907 : Après le pardon, de Mathilde Sérao y Pierre Decourcelle, Teatro Réjane
- 1908 : L'Impératrice, de Catulle Mendès, Teatro Réjane
- 1908 : Qui perd gagne, de Pierre Veber a partir de Alfred Capus, Teatro Réjane
- 1908 : Israël, de Henry Bernstein, Teatro Réjane
- 1909 : Trains de luxe, de Abel Hermant, Teatro Réjane
- 1909 : La Course du flambeau, de Paul Hervieu, Teatro Réjane
- 1909 : Madame Margot, de Émile Moreau y Charles Clairville, Teatro Réjane

- 1911 : Mais n'te promène donc pas toute nue!, de Georges Feydeau, Teatro Femina
- 1912 : Le Détour, de Henri Bernstein, Théâtre du Gymnase Marie-Bell
- 1912 : L'Assaut, de Henri Bernstein, Théâtre du Gymnase Marie-Bell, Teatro del Odéon
- 1912 : La Femme seule, de Eugène Brieux, Théâtre du Gymnase Marie-Bell
- 1913 : Les Éclaireuses, de Maurice Donnay, Teatro Marigny
- 1913 : Eh ! Eh !, de Rip y Jacques Bousquet, Teatro Femina
- 1913 : Les Travaux d'Hercule, Gaston Arman de Caillavet y Robert de Flers, Teatro Femina
- 1914 : Madame, de Abel Hermant y Alfred Savoir, Théâtre de la Porte Saint-Martin
- 1916 : All Right, de Rip, Teatro Édouard VII
- 1917 : Le Sexe fort, de Tristan Bernard, Théâtre du Gymnase Marie-Bell
- 1918 : L'École des cocottes, de Paul Armont y Marcel Gerbidon, Teatro du Grand-Guignol

- 1923 : Le Masque de fer, de Maurice Rostand, Teatro Mogador
- 1924 : La Fleur d'oranger, de André Birabeau y Georges Dolley, Comédie Caumartin
- 1924 : Chifforton, de André Birabeau, Teatro des Nouveautés
- 1924 : Manon, de Fernand Nozière, Teatro de la Gaîté
- 1925 : Un homme léger, de Maurice Donnay, escenografía de Camille Choisy, Teatro de l'Étoile
- 1926 : Un perdreau de l'année, de Tristan Bernard, Teatro Michel
- 1927 : Le Singe qui parle, de René Fauchois, escenografía de René Rocher, Comédie Caumartin
- 1927 : Le Sexe fort, de Tristan Bernard, Teatro Michel
- 1929 : L'Escalier de service, de Georges Oltramare, Teatro Michel
- 1929 : Je t'attendais, de Jacques Natanson, Teatro Michel

- 1932 : Le Sexe fort, de Tristan Bernard, Teatro des Nouveautés
- 1933 : Trois pour 100',' de Roger-Ferdinand, escenografía de Gabriel Signoret, Teatro Antoine
- 1935 : Rouge !, de Henri Duvernois, Teatro Saint-Georges
- 19?? : Le Voile du bonheur, de Georges Clemenceau, Théâtre de la Porte-Saint-Martin

Director de escena
- 1925 : Les Marchands de gloire, de Marcel Pagnol y Paul Nivoix, Teatro de la Madeleine
- 1933 : Trois pour 100, de Roger Ferdinand, Teatro Antoine